# Liste der türkischen Botschafter in Rumänien
Die Liste osmanischer und türkischer Botschafter in Rumänien listet die Diplomaten mit Botschafterstatus des Osmanischen Reichs und der Türkei. Die diplomatischen Beziehungen zwischen beiden Ländern wurde 1878 begründet.
Die Botschaft liegt in einem zentralen Stadtteil von Bukarest auf einem Grundstück von 3200 m², Residenz und Kanzleigebäude liegen beieinander. Das Gebäude, als Wohnhaus in den frühen 1900er Jahren erbaut, wurde im Oktober 1934 in der Zeit Tanriover Hamdullah Subhi von der Türkei erworben.

## Liste

### Osmanische Gesandte
| Ernennung Akkreditierung | Name                         | Bemerkungen | ernannt von | akkreditiert während der Regierung von | Posten verlassen |
| ------------------------ | ---------------------------- | ----------- | ----------- | -------------------------------------- | ---------------- |
| 1878                     | Aleksandr Karatodaori Efendi |             | Murad V.    | Karl I.                                | 1878             |
| 1878                     | Süleyman Sabit Bey           |             | Murad V.    | Karl I.                                | 1885             |
| 1885                     | Ahmed Ziya Bey               |             | Murad V.    | Karl I.                                | 1888             |
| 1888                     | Feridun Bey                  |             | Murad V.    | Karl I.                                | 1889             |
| 1889                     | Blak Bey                     |             | Murad V.    | Karl I.                                | 1892             |
| 1892                     | Mehmed Şemseddin Efendi      |             | Murad V.    | Karl I.                                | 1894             |
| 1894                     | Mustafa Reşid Paşa           |             | Murad V.    | Karl I.                                | 1895             |
| 1895                     | Hüseyin Kazım Bey            |             | Murad V.    | Karl I.                                | 22. März 1905    |
| 1908                     | Safa Bey                     |             | Murad V.    | Karl I.                                | 30. März 1905    |

### Türkische Botschafter
| Ernennung Akkreditierung | Name                       | Bemerkungen                     | ernannt von          | akkreditiert während der Regierung von | Posten verlassen |
| ------------------------ | -------------------------- | ------------------------------- | -------------------- | -------------------------------------- | ---------------- |
| 1923                     | Cevad Ezine                |                                 | Ali Fethi Bey        | Ferdinand I.                           |                  |
| 26. Mai 1925             | Hüseyin Ragıp Baydur       |                                 | Ali Fethi Bey        | Ferdinand I.                           | 14. Feb. 1929    |
| 1. Apr. 1929             | Mehmet Sabri Toprak        |                                 | Ali Fethi Bey        | Michael I.                             | 30. Apr. 1930    |
| 12. Juni 1931            | Hamdullah Suphi Tanrıöver  |                                 | Ali Fethi Bey        | Karl II.                               | 4. Dez. 1944     |
| 6. Nov. 1944             | Şefkati İstinyeli          |                                 | Ahmet Fikri Tüzer    | Michael I.                             | 25. Juni 1947    |
| 29. Juni 1947            | Fuad Hulusi Togay          |                                 | Hasan Saka           | Constantin Ion Parhon                  | 10. Dez. 1949    |
| 29. Aug. 1957            | Ahmet Celâlettin Karasapan |                                 | Adnan Menderes       | Petru Groza                            | 12. Sep. 1959    |
| 6. Mai 1960              | İzzet Akselur              |                                 | Cemal Gürsel         | Ion Gheorghe Maurer                    | 6. Apr. 1961     |
| 12. Juli 1962            | Şemsettin Arif Mardin      |                                 | İsmet İnönü          | Gheorghe Gheorghiu-Dej                 | 28. Jan. 1967    |
| 3. März 1967             | Kamuran Gürün              |                                 | Suat Hayri Ürgüplü   | Nicolae Ceaușescu                      | 25. Sep. 1970    |
| 2. Okt. 1970             | Nazif Cuhruk               |                                 | Suat Hayri Ürgüplü   | Nicolae Ceaușescu                      | 15. Nov. 1972    |
| 16. Jan. 1973            | Osman Derinsu              |                                 | Naim Talu            | Nicolae Ceaușescu                      | 27. Sep. 1976    |
| 4. Okt. 1976             | Nahit Özgür                |                                 | Süleyman Demirel     | Nicolae Ceaușescu                      | 3. Nov. 1984     |
| 6. Nov. 1984             | Süreyya Yüksel             |                                 | Turgut Özal          | Nicolae Ceaușescu                      | 6. Nov. 1987     |
| 29. Dez. 1987            | Okyar Günden               |                                 | Turgut Özal          | Nicolae Ceaușescu                      | 18. Sep. 1989    |
| 28. Sep. 1989            | Tugay Uluçevik             |                                 | Yıldırım Akbulut     | Ion Iliescu                            | 25. Nov. 1991    |
| 7. Dez. 1991             | Yaman Başkut               |                                 | Mesut Yılmaz         | Ion Iliescu                            | 16. Aug. 1996    |
| 23. Aug. 1996            | Volkan Bozkır              |                                 | Necmettin Erbakan    | Emil Constantinescu                    | 17. Aug. 2000    |
| 1. Sep. 2000             | Ömer Zeytinoğlu            |                                 | Bülent Ecevit        | Ion Iliescu                            | 27. Nov. 2004    |
| 29. Nov. 2004            | Ahmet Rıfat Ökçün          |                                 | Recep Tayyip Erdoğan | Traian Băsescu                         | 5. Apr. 2008     |
| 20. Apr. 2008            | Ayşe Sinirlioğlu           | seither Botschafterin in Madrid | Recep Tayyip Erdoğan | Traian Băsescu                         | 15. Apr. 2011    |
| 15. Apr. 2011            | Ömür Şölendil              |                                 | Recep Tayyip Erdoğan | Traian Băsescu                         | 2014             |
| 2014                     | Osman Koray Ertaş          |                                 | Recep Tayyip Erdoğan | Klaus Johannis                         |                  |